# 大割野郵便局
大割野郵便局（おおわりのゆうびんきょく）とは新潟県中魚沼郡津南町にある郵便局である。民営化前の分類では集配特定郵便局であった。

## 概要
住所：〒949-8299 新潟県中魚沼郡津南町下船渡戊460-1

## 沿革
- 1872年（明治41年）10月6日 - 大割野郵便局（三等）として開設[1]。
- 2002年（平成14年）10月15日 - 秋成郵便局から集配業務を移管。
- 2007年（平成19年）3月12日 - 宮野原郵便局から集配業務を移管。
- 2007年（平成19年）10月1日 - 民営化に伴い、併設された郵便事業十日町支店大割野集配センターに一部業務を移管。
- 2012年（平成24年）10月1日 - 日本郵便株式会社発足に伴い、郵便事業十日町支店大割野集配センターを大割野郵便局に統合。

## 取扱内容
- 郵便、印紙、ゆうパック、内容証明
- 貯金、為替、振替、振込、国際送金、国債
- 生命保険、バイク自賠責保険
- ゆうちょ銀行ATM
- 中魚沼郡津南町内全域、長野県下水内郡栄村の一部（秋山郷）の集配業務

## 風景印
- 表記は『大割野』
- 図案は『広大な河岸段丘』・『ひまわり』
- 使用開始日は2010年（平成22年）7月18日

### 過去の風景印
- 1988年（昭和63年）2月1日 - 2010年（平成22年）7月19日
  - 表記は『大割野』
  - 図案は特産『カリン』・『温泉スポーツランド』・『クアハウス』・『河岸段丘』

## 周辺
- 新潟県立津南中等教育学校
- 津南町役場
- 国道117号

## アクセス
- 南越後観光バス 津南役場前停留所下車後、徒歩約5分
- 駐車場あり：5台